# Glysterus calcartibialis
Glysterus calcartibialis is een hooiwagen uit de familie Gonyleptidae.